# Конисбай (Зерендинський район)
Конисба́й (каз. Қонысбай) — село у складі Зерендинського району Акмолинської області Казахстану. Адміністративний центр Конисбайського сільського округу.
Населення — 775 осіб (2021; 791 у 2009, 858 у 1999, 942 у 1989).
Національний склад станом на 1989 рік:
- казахи — 64 %;
- німці — 23 %.